# 李相昊
李相昊（韓語：이상호，1995年9月12日—）生于旌善郡，是一名韩国单板滑雪运动员，曾获得2018年平昌冬奥会单板滑雪男子平行大回转银牌，是首位在冬奥单板滑雪项目上获得奖牌的韩国运动员。